# Castelo de Airlie
O Castelo de Airlie (em inglês:  Airlie Castle) é um castelo do século XV  localizado em Airlie, Angus, Escócia.

## História
Foi construído possivelmente em 1432, sendo saqueado em 1640.
Encontra-se classificado na categoria "B" do "listed building" desde 11 de junho de 1971.